# تالاب عینک
تالاب عینک (گیلکی: eèynɵk Sɵl) یا دریاچه عینک یا مرداب عینک تالابی‌ست طبیعی که در منطقه ۴ شهر رشت واقع است از شرق به تقاطع غیرهمسطح شهدای گمنام از شمال به بلوار شهید افتخاری از جنوب به پارک دانشجو و مناطق مسکونی غیرمجاز و از غرب به شرکت دخانیات رشت محدود است. این تالاب بزرگترین تالاب شهری ایران و دومین تالاب بزرگ استان گیلان است. این تالاب به دلیل آن که در عکس‌های هوایی شبیه عینک است به این نام خوانده می‌شود. این مرداب از مناطق گردشگری مهم شهر رشت محسوب می‌شود. محیط آن ۱۲ کیلومتر و پهنه آبی آن ۴۴ هکتار و حریم و پهنه ساحلی و خشکی آن ۱۶۳ هکتار است. این تالاب تاکنون از سوی سازمان حفاظت محیط زیست ایران تحت پوشش کنوانسیون رامسر قرار نگرفته‌است؛ و وضعیت نامناسب زیست‌محیطی دارد.

## طرح اکو-توریسم عینک رشت

### طرح پیشنهادی سازه‌های بتنی شناور

#### با کاربری‌های ویلا، رستوران و جزیره شناور سازگار با محیط زیست در جهت توسعه پایدار شهر رشت
مدت هاست که سازه‌های شناور در عرصه‌های مختلفی در ایران به کار گرفته شده‌اند اما اندک اند مهندسانی که توانایی طراحی، ساخت و اجرای اینچنین اسکله‌ها را می‌دانند.
وجود این سازه‌های شناور در تالاب باعث چند برابر شدن زیبایی آن و فعال ساختن استعدادهای بالقوه توریستی در تالاب عینک می‌شود که گوشه‌ای از آن‌ها فعالیت‌های تفریحی چون ماهیگیری، قایقرانی، رستوران‌های شناور و … است.

### فاز اول
در سال ۱۳۷۸ پارک دانشجو به مساحت پنج هکتار (سه هکتار آبی و دو هکتار خشکی) در طرح گردشگری عینک رشت احداث شد.

### فاز دوم
فاز دوم طرح گردشگری تالاب عینک رشت در سطح ۱۶۰ هکتار آبی-خاکی اجرا خواهد شد. در این طرح کاربری‌های زیادی از قبیل هتل، رصدخانه، قایقرانی، ماهیگیری، کمپینگ، فضاهای گردشگری و غیره پیش‌بینی شده‌است.

## اکوسیستم
تالاب عینک ویژگی خاص یک اکوسیستم زنده درون‌شهری است و در کریدور پروازی پرندگان مهاجر قرار دارد و قابلیت آن را دارد که بخشی از پرندگان مهاجر این تالاب را به عنوان زیستگاه خود انتخاب کرده که نمونه این موضوع در تالاب مصنوعی که درحومه لندن برای مشاهده پرندگان و آموزش محیط زیست به کودکان به‌نام «دبلیو دبلیو تی» مشهور است و از معروف‌ترین مراکز اکوتوریستی اروپا بوده، قابل مشاهده است.

### پوشش گیاهی
شواهد در خصوص پوشش گیاهی نشان می‌دهد، حوزه مذکور سابقاً از تنوع و مرغوبیت زیادی بر خوردار بوده که در دهه‌های گذشته از این پوشش کاسته شده‌است. در گذشته نه چندان دور حاشیه این تالاب از انواع درختان و نیز گونه‌های انار وحشی، ازگیل، خیزران، گالی و ارملک پوشیده بود که رشد و توسعه ناموزون شهری در چند دهه گذشته موجب تغییر این اکوسیستم شده به‌طوری‌که بسیاری از این گونه‌ها هم‌اکنون از بین رفته‌است.

### پرندگان مهاجر
در اسفند ۱۳۹۵ با اعلام بررسی، پایش و تصویربرداری مرکز آموزش محیط زیست تالاب عینک وابسته به شهرداری رشت حضور بیش از ۳۶ گونه از پرندگان از جمله گونه‌های با ارزش و حتی در خطر انقراض مانند پلیکان خاکستری و باکلان کوچک همچنین پرندگانی از جمله اگرت (قار) کوچک، باکلان بزرگ، حواصیل شب، پلیکان پاخاکستری، چرخ‌ریسک سر آبی، اردک سرحنایی و بسیاری پرندگان مهاجر و بومی در تالاب عینک و در قلب شهر رشت به عنوان بزرگترین تالاب با قرارگیری کل محیط تالاب در محدوده رسمی شهر مورد تأیید قرار گرفت. پس برکناری محمدعلی ثابت قدم شهردار وقت رشت دوباره نظارت و حفاظت از این تالاب رها شد و در اردیبهشت ۱۳۹۷ اعلام شد این تالاب با سومدیریت شرکت آب منطقه ای گیلان و اداره کل محیط زیست گیلان در حال خشک شدن کامل است و هیچ‌کدام از ۲۷ گونه پرندگان بعضاً در حال انقراض به این تالاب مهاجرت نکردند.

### فاجعه آفت مهاجم سنبل آبی

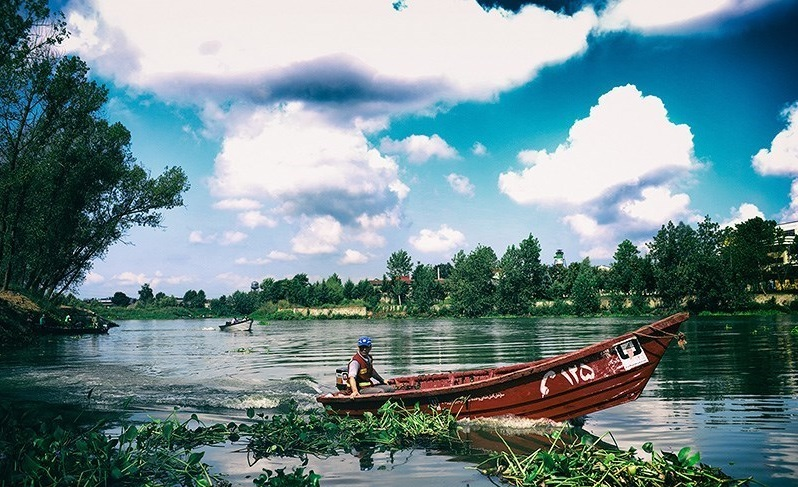
پاکسازی تالاب عینک از گیاه مهاجم سنبل آبی در تابستان ۱۳۹۵

رشد مخرب گونه غیر بومی سنبل آبی سبب ایجاد فاجعه زیست‌محیطی در نیمه غربی این تالاب شده و بخشی اعظم تالاب (از دخانیات گیلان تا انتهای پارک دانشجو) از تالاب در آستانه نابودی کامل قرار دارد. در پی این فاجعه در فرودین ماه ۱۳۹۵ قربانعلی محمد پور مدیرکل حفاظت محیط زیست گیلان با عدم مسئولیت‌پذیری این فاجعه پیگیری این فاجعه از وظایف شهرداری منطقه ۴ رشت و تشکل‌های مردم نهاد دانست، و اقدامات اجرایی این سازمان برای گونه مهاجم سنبل آبی را تنها محدود به تالاب انزلی نمود. در پی این اظهارات ۲ مؤسسه مردم‌نهاد رشت (مؤسسه محیط زیستی سرزمین ایده‌آل ما و مؤسسه سبزکاران) با توجه به شانه خالی کردن نماینده سازمان حفاظت محیط زیست ایران در گیلان با امکاناتی اندک و تنها دو قایق شروع به برداشت گونه مهاجم و پاک‌سازی محدود این تالاب کردند. پس از این انتقادات و جلسات اداره کل پدافند غیرعامل استانداری گیلان مسئولین اداره حفاظات کل محیط زیست گیلان در کنار سایر دستگاه‌ها در برنامه پاکسازی این تالاب مشارکت کردند. شرکت آب منطقه‌ای گیلان با وجود مسئولیت قانونی در حفظ پهنه آبی این تالاب هیچ مشارکتی در احیا و پاکسازی این تالاب ندارد. در مرداد ماه ۱۳۹۵ پاکسازی تالاب از سنبل آبی اعلام شد، عدم بروز مجدد سنبل آبی نیازمند پایش منظم پهنه آبی تالاب است. اما متأسفانه با سو مدیریت مدیران جدید استانی و شهری رشت این تالاب رها شد و در سال ۱۳۹۷ در وضعیتی بسیار بد و در معرض خشک شدن کامل قرار گرفت.

### دیگر عوامل تخریب محیط زیست تالاب
در دی ماه ۱۳۹۵ شهردار منطقه ۴ رشت اعلام کرد بخش‌هایی از تالاب در میان خانه‌ها اطراف و هجوم کوچه‌ها به سمت تالاب در حال از بین رفتن و خشک شدن است. این قسمت از تالاب به دلیل وجود زباله، نخاله ساختمانی در حال نابودی است حتی برخی بناهای غیرمجاز در حال یا ساخته‌شده توسط افراد مهاجر غیر بومی با تخریب تالاب و پر شدن بخشی از تالاب ساخته‌شده‌اند. علاوه بر این برخی در نزدیک‌ترین فاصله ممکن دست به نشانه‌گذاری و سنگ‌چین کردن محوطه موردنظر خود به‌عنوان ملک شخصی زده‌اند که تصرف حریم قانونی دولت و حریم تالاب است. تاکنون برخورد قانونی با این دست اندازی‌ها به حریم تالاب صورت نگرفته‌است.
- احداث سه دهنه پل خاکی و سنتی (فاقد پایه) و تکه‌تکه شدن تالاب به چهار قسمت مجزا
- انقراض گونه نیلوفر آبی به علت رشد گونه مهاجم سنبل آبی
- تخلیه روزانه و شبانه نخاله‌های ساختمانی و صنعتی و لاستیک در تالاب
- ساخت و ساز غیرمجاز در حریم قانونی دولت و حاشیه این تالاب طبیعی
- وجود دو نوع گیاه پیش رونده آبزی از نوع گیاه " لی " و " نی " در داخل استخر موجب کم شدن مساحت استخر و کدر شدن آب تالاب می‌شوند.
- مرگ و میر گسترده ماهیان به دلیل انفجار جمعیتی سرخس آزولا در پهنهٔ این تالاب.
- ورود مسقیم فاضلاب و پساب‌های صنعتی و شهری به تالاب.
- کاهش شدید پرندگان مهاجر
- برگزاری نمایش عملیات‌های جنگی همراه با آلودگی صوتی و زیست‌محیطی و رهاسازی سوخت‌های فسیلی تسلیحات نظامی و پوکه‌ها در تالاب
- عدم وجود ایستگاه محیط بانی سازمان محیط زیست.
- عدم قرارگیری در کنوانسیون رامسر[۲۳][۲۴][۲۵][۲۶]

## مالکیت
از بزرگ‌ترین معضلات تالاب رو به نابودی عینک مالکیت آن است متولی فعلی پهنه آبی این تالاب شهری شرکت آب منطقه‌ای گیلان است که چندی است در حال لایروبی بخش‌هایی از این تالاب بدون ملاحظه‌های زیست‌محیطی و حفظ اکوسیستم آن است. ۲۰ سال است که از طرح‌های متعدد گردشگری تالاب عینک توسط مشاوران و سرمایه‌گذاران متعدد می‌گذرد، اما هیچ گونه اتفاقی برای این تالاب نیفتاده و هنوز بلاتکلیف بوده و در حال تخریب است. متولی و مالک کل پهنه خشکی این تالاب شهرداری رشت بخشی از پهنه آبی در زمان سعادتی، استاندار وقت طی تفاهم‌نامه‌ای با سازمان آب منطقه‌ای برای ساخت موزه دفاع مقدس در اختیار بنیاد حفظ و آثار ارزش‌های دفاع مقدس قرار گرفت اما همچنان پهنه خشکی این بخش هم در مالکیت شهرداری رشت است با توافق شهرداری و سپاه قدس گیلان پروژه دهکده مقاومت پارک موزه دفاع مقدس به زمینی وسیع در بلوار خلیج فارس شهر رشت منتقل شد. اخیراً مذاکراتی توسط شهرداری و شورای شهر رشت با سرمایه‌گذارانی از کشورهای سوئد و ترکیه انجام شده، اما مشکلات مالکیت سطوح آبی و خشکی، مانع عقد قرارداد برای به‌سازی و سرمایه‌گذاری شده‌است.
شرکت آب منطقه‌ای گیلان خود را به عنوان متولی پهنه آبی می‌داند، درصورتی که تالاب در دل شهر قرار گرفته و متولی آن می‌بایستی شهرداری رشت باشد به جهت حفظ ونگهداری و زیباسازی پهنه خشکی تالاب است. در اردیبهشت ۱۳۹۷ اعلام شد سو مدیریت و برداشت بی‌رویه آب توسط شرکت آب منطقه ای گیلان از یک تالاب شهری این تالاب را به ورطه نابودی کشانده و سبب خشک شدن فصلی و دوری پرندگان مهاجر در حال انقراض از این تالاب شده و سازمان محیط زیست ایران منفعلانه شاهد نابودی این تالاب است.